# Kurt Koszyk
Kurt Koszyk (* 31. Mai 1929 in Dortmund; † 1. Januar 2015 in München) war ein deutscher Publizistikwissenschaftler. Er gilt neben Otto Groth und Emil Dovifat als „einer der drei großen deutschen Zeitungswissenschaftler“ (Reiner Burger).

## Leben
Kurt Koszyk wurde 1929 als Sohn des Journalisten Erich Koszyk (1902–1974) in Dortmund geboren und besuchte das Dortmunder Stadtgymnasium. Er studierte zunächst in Münster, dann an der Universität München. 1953 wurde er mit einer von Karl d’Ester betreuten Dissertation über Anfänge und frühe Entwicklung der sozialdemokratischen Presse im Ruhrgebiet (1875–1906) zum Dr. phil. promoviert.
Bis 1957 war Koszyk als Journalist und Redakteur bei der Westfälischen Rundschau tätig. Von 1957 bis 1977 leitete er das Institut für Zeitungsforschung in Dortmund. Dort führte er die Archivierung durch Mikrofilme ein. 1965 war er maßgeblich an der Gründung des Mikrofilmarchivs der deutschsprachigen Presse beteiligt und bis 1977 dessen Geschäftsführer.
Koszyk habilitierte sich 1968 an der FU Berlin bei Fritz Eberhard und wirkte von 1969 bis 1974 als Professor für Publizistik und Kommunikationswissenschaft an der Ruhr-Universität Bochum. 1977 berief ihn der damalige nordrhein-westfälische Wissenschaftsminister Johannes Rau zum Gründungsprofessor des Modellstudiengangs Journalistik an der Universität Dortmund. Seine Bücher über Deutsche Pressepolitik im Ersten Weltkrieg, Deutsche Presse 1914–1945 und Pressepolitik für Deutsche 1945–1949 sind Standardwerke. Seine Verdienste um das Fach wurden zu seinem 60. und zu seinem 70. Geburtstag hervorgehoben.
Im Jahr 1968 wurde Koszyk zum ordentlichen Mitglied der Historischen Kommission für Westfalen gewählt, ab 1996 gehörte er ihr als korrespondierendes Mitglied an.
Nach seiner Emeritierung 1992 lebte Kurt Koszyk in München, wo er am 1. Januar 2015 starb. Dem Dortmunder Museum für Kunst und Kulturgeschichte vermachte er sieben Gemälde aus dem 17. Jahrhundert.

## Symposien
Am 6. November 2009 ehrten das Institut für Journalistik der Technischen Universität Dortmund und das Institut für Zeitungsforschung der Stadt Dortmund Kurt Koszyk anlässlich seines 80. Geburtstags mit dem Symposium Journalismus, der Geschichte schrieb.
Am 12. November 2015 ehrte das Institut für Journalistik der Technischen Universität Dortmund Kurt Kosyk mit einem Symposium zu seinem Gedenken.

## Veröffentlichungen (Auswahl)
Hinweis: Eine Gesamtbibliographie ist dem vom Institut für Journalistik der Technischen Universität Dortmund online veröffentlichten Nachruf von Hans Bohrmann beigegeben.
- Publizistik und politisches Engagement. Lebensbilder publizistischer Persönlichkeiten (= Kommunikationsgeschichte, Bd. 5). Lit, Münster 1999.
- Gustav Stresemann. Der kaisertreue Demokrat. Eine Biographie. Kiepenheuer und Witsch, Köln 1989.
- Wie Ebert und Noske baden gingen oder was passiert, wenn ein Chefredakteur Urlaub macht. In: Rolf Terheyden (Hrsg.): Beruf und Berufung. Mainz 1988, S. 88–95.
- Das Institut für Journalistik der Universität Dortmund. In: Heinz-Dietrich Fischer (Hrsg.): Positionen und Strukturen bei Druckmedien. Econ, Düsseldorf 1987, S. 220–233.
- Geschichte der deutschen Presse. Colloquium, Berlin (Bd. 1. 1966 bis Bd. 4. 1986, Bd. 1 gemeinsam mit Margot Lindemann).
- (mit Wolfgang Huhn) Kommunikation und Neue Medien. Landeszentrale für politische Bildung, Düsseldorf 1985.
- The Press in the British Zone of Germany. In: Nicholas Pronay und Keith Wilson (Hrsg.): The Political Re-education of Germany and her Allies after World War II. Croon Helm, London 1985, S. 107–138.
- (als Hrsg. mit Günter Sieber und Harald Bielig): Im Anfang war das Wort. Dortmund 1983 (Hoesch Jahresgabe).
- Die katholische Tagespresse im westfälischen Ruhrgebiet von 1870 bis 1949. Katholische Akademie, Schwerte 1982.
- (als Hrsg. mit Volker Schulze): Die Zeitung als Persönlichkeit. Festschrift für Karl Bringmann. Droste, Düsseldorf 1982.
- (als Hrsg. mit Karl Hugo Pruys): Handbuch der Massenkommunikation. dtv, München 1981.
- Kontinuität oder Neubeginn? Massenkommunikation in Deutschland 1945–1949. Siegen 1981 (= MuK – Veröffentlichungen des Forschungsschwerpunkts „Massenmedien und Kommunikation“, Heft 12).
- Art. Presse. In: Martin Greiffenhagen, Sylvia Greiffenhagen, Rainer Prätorius (Hrsg.): Handwörterbuch zur politischen Kultur in der Bundesrepublik Deutschland. Westdeutscher Verlag, Opladen 1981.
- Gustav Höfken. Ein Lebensbild aus dem 19. Jahrhundert. In: Beiträge zur Geschichte Dortmunds und der Grafschaft Mark. Bd. 71, 1978, S. 5–118.
- 50 Jahre Institut für Zeitungsforschung der Stadt Dortmund 1926–1976. Institut für Zeitungsforschung, Dortmund 1976.
- Die Geschichte des Vorwärts 1876–1914. In: Vorwärts, Sonderheft Oktober 1976, S. 6–14 und 30–38.
- (als Hrsg. unter Mitarbeit von Käthe Schröder) Verzeichnis und Bestände westfälischer Zeitungen (= Dortmunder Beiträge zur Zeitungsforschung, Bd. 21). Verlag Dokumentation, München 1976.
- (als Hrsg. u. Bearb.) Fernsehen und Sozialkundeunterricht. Untersuchungen zu Prämissen der Mediennutzung in der Sekundarstufe II (= Bochumer Studien zur Publizistik- und Kommunikationswissenschaft, Bd. 1). Brockmeyer, Bochum 1975.
- Kurt Eisner. In: Encyclopaedia Britannica, Bd. III, Chicago 1974, S. 820 (Noch immer online in Britannica com, 23. Oktober 2022).[9]
- Vorläufer der Massenpresse. Ökonomie und Publizistik zwischen Reformation und Französischer Revolution. Öffentliche Kommunikation im Zeitalter des Feudalismus. Goldmann, München 1972.
- Die Macht der Signale. Information, Kommunikation und Gesellschaft. Rowohlt, Reinbek bei Hamburg 1971.
- Die „Dortmundischen vermischten Zeitungen“ im Gründungsjahr 1769. In: Beiträge zur Geschichte Dortmunds und der Grafschaft Mark. Bd. 65, 1969, S. 37–58.
- (mit Karl Hugo Pruys) Wörterbuch zur Publizistik. dtv, München 1969.
- Deutsche Pressepolitik im Ersten Weltkrieg. Droste, Düsseldorf 1968 (Habilitationsschrift, FU Berlin, 1967).
- Die Presse der deutschen Sozialdemokratie. Eine Bibliographie. Hrsg. von Fritz Heine. Verlag für Literatur und Zeitgeschehen, Hannover 1966.
- Dortmund, Karfreitag 1945. Die Massenerschießungen in der Bittermark und im Rombergpark. Ruhfus, Dortmund 1960.
- Anfänge und frühe Entwicklung der sozialdemokratischen Presse im Ruhrgebiet (1875–1906). Ruhfus, Dortmund 1953 (Dissertation, Universität München, 1953).